# Teresa Arbolí
Teresa Arbolí (España) es una actriz española.

## Biografía
Es una actriz andaluza nacida en Sanlúcar la mayor (Sevilla) conocida a nivel nacional por papeles como Loli, la madre de Paula e Isaac en Física o química, Rocío en la serie de la televisión andaluza Padre Medina y la película Yo, también.

## Filmografía

### Series de televisión
Servir y proteger (2021) - como Amparo
- El Príncipe (2015) - como Isa, mujer de Quílez,  amiga de Fran y Raquel.
- Allí abajo (2015) - como Manuela, enferma de la clínica Hispalis.
- Los protegidos (2010-11) - como la madre de Sandra.
- Padre Medina (2009-10) - como Rocío Molina.
- Física o química (2008-10) - como Loli Prieto, la madre de Isaac y Paula Blasco.
- Cuenta atrás (2007) - como la madre de Tati.
- Génesis (2007)
- MIR (2007)
- Hospital Central (2003)-¿? - como extra en ambos casos.
- Al filo de la ley (2005) - como Señora Martín.
- Motivos personales (2005)
- Los Serrano (2004)
- El comisario (2004, 1999) - como extra en ambos casos.
- Cuéntame cómo pasó (2003)
- Policías, en el corazón de la calle (2002, 2000) - como extra en ambos casos.
- Robles, investigador (2001)
- Raquel busca su sitio (2000)
- Periodistas (1999) - como Vendedora
- Médico de familia (1998) - como Adela

### Cine
- El mundo es suyo (2018) - como Duquesa Elena
- Yo, también (2009) - como Rocío
- Princesas (2005) - como ATS análisis.
- Invulnerable (2005) - como ATS
- Creí que hacía lo que tu querías (2004) - como Carisma
- Cóctel (2003)
- Sin noticias de Dios (2001)
- Aunque tú no lo sepas (2000) - como Madre de Lucía (Etapa joven).
- Los dardos del amor (1998) - como Teresa

### TV Movies
- La duquesa (2010) - como Carmen Polo